# Cenzura transcendentă
Cenzura transcendentă  este al treilea volum din Trilogia Cunoașterii de Lucian Blaga. Cartea prezintă conceptul cenzurii trancendente ca pe o limitare a ființei umane și o restricționare a rațiunii privind accesul la cunoștințele apriorice. 
Având la bază filozofia transcendentală a lui Kant, Blaga exprimă imposibilitatea omului de a cuprinde și înțelege cunoștințele precedente informației sensibile (bazată pe percepție) din cauza limitării impuse de către "Marele Anonim" (sintagmă atribuită divinității de către Lucian Blaga) în urma păcatului originar (vanitatea).